# Südkapelle an der Kirche der Geburt der Allerheiligsten Jungfrau Maria

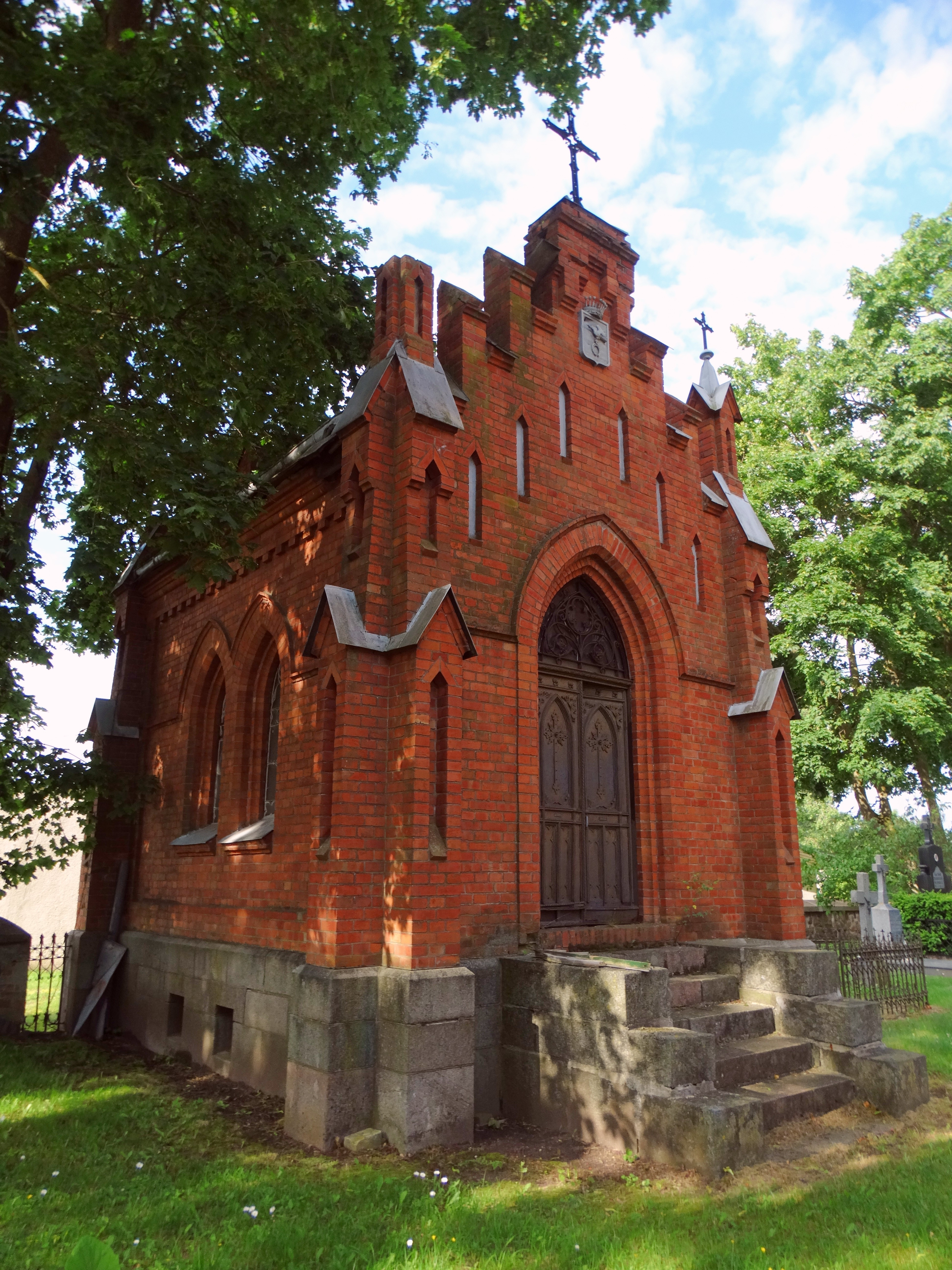
Kapelle

Die Südkapelle an der Kirche der Geburt der Allerheiligsten Jungfrau Maria ist eine römisch-katholische Kapelle im Städtchen Žeimiai in der Rajongemeinde Jonava, Litauen. Sie befindet sich an der Kirche der Geburt der Allerheiligsten Jungfrau Maria. Sie liegt an der Landstraße von Jonava nach Šėta.  Zu Beginn des 20. Jahrhunderts wurde auf dem Friedhof eine dritte neugotische Kapelle an einem Zaun an der Südseite errichtet (zwei klassizistische Kapellen wurden früher gebaut). Vertreter der Adelsfamilie Kosakowski wurden in der Gruft der südlichen Kapelle beigesetzt.